# Antonín Bečvář
Antonín Bečvář (10 de junio de 1901 — 10 de enero de 1965) fue un astrónomo checo que desarrolló su carrera profesional en Eslovaquia. Es conocido principalmente por su detallado atlas estelar Skalnate Pleso Atlas of the Heavens (1951).

## Semblanza

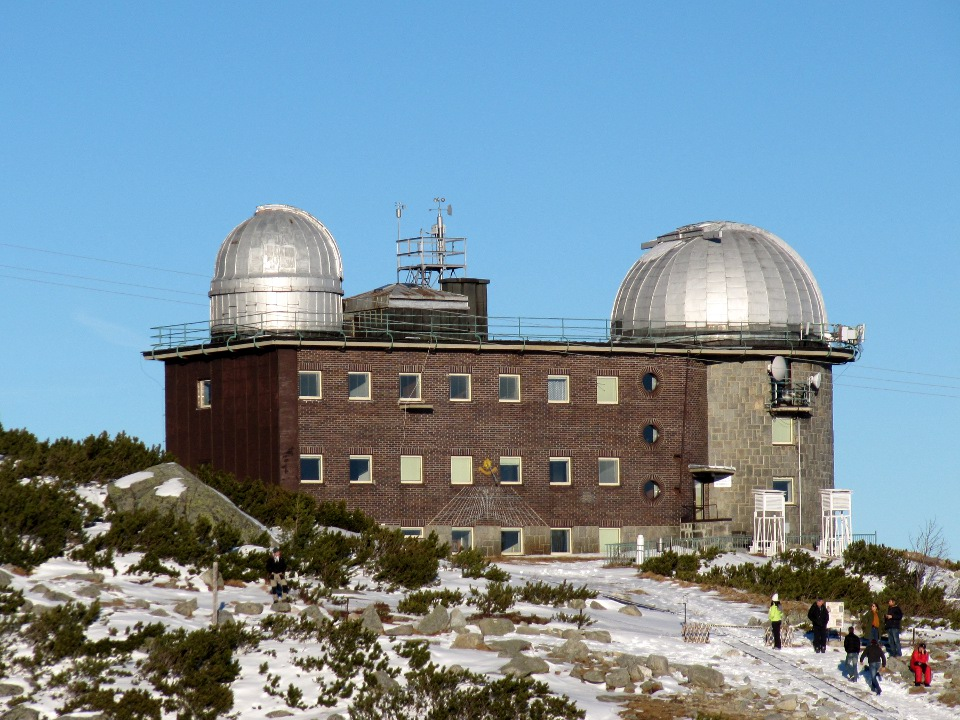
Observatorio de Skalnaté Pleso

Antonín Bečvář nació y murió en la localidad de Stará Boleslav. Dirigió la fundación del Observatorio de Skalnaté Pleso, y descubrió el cometa C/1947 F2 (Bečvář) (también conocido como 1947 III y 1947c). El tratamiento de una dolencia crónica le llevó al Alto Tatra, donde fundó el observatorio.
Bečvář es particularmente importante por sus catálogos gráficos de estrellas: dirigió la recopilación del Atlas Coeli Skalnate Pleso (1951), publicado por la Sky Publishing Corporation como el Skalnate Pleso Atlas of the Heavens, que fue el atlas más moderno de su clase hasta la aparición de "Sky Atlas 2000.0" de Wil Tirion en 1981. También compiló el Atlas eclipticalis, 1950.0 (1958), el Atlas borealis 1950.0 (1962), y el Atlas australis 1950.0 (1964).

## Reconocimientos
- El asteroide 4567 Bečvář y el cráter lunar Bečvář fueron nombrados en su honor.
- El compositor de vanguardia estadounidense John Cage utilizó los gráficos estelares de Bečvář como base de varios de sus trabajos musicales: Atlas Eclipticalis (1961–62), Etudes Australes (1974–75), Etudes Boreales (1978) y Freeman Etudes (1977–80, 1989–90).